# Kasangulu (territoire)
Kasangulu est un territoire de la province du Kongo Central en république démocratique du Congo.
Son chef-lieu est Kasangulu.

## Histoire
Il était un territoire du District de la Lukaya.

## Commune
Le territoire compte 1 commune rurale de moins de 80 000 électeurs.
- Kasangulu, (7 conseillers municipaux)

## Secteurs
Il est constitué de 3 secteurs, divisés en 26 groupements :
- secteur de Kasangulu, chef-lieu : Kingatoko, constitué de 7 groupements : Kifuma, Kimbongo, Kingantoko, Kinimi, Kinsambi, Minkono, Nsabuka.
- secteur de Luila, chef-lieu : Luila, constitué de 11 groupements : Boko-Mbuba, Kimbungu, Kinzambi, Kinzuana, Mbanza-Mbata, Ngomina, Nlala-Kikuama, Ntampa, Sefu, Toto-Lembolo, Yidi.
- secteur de Lukunga-Mputu, chef-lieu : Mputu, constitué de 8 groupements : Bibanga, Bu, Kimpungi, Kindu, Kingao, Kisiama, Kitempa, Make.

## Population
La population du territoire compte huit tribus principales appartenant à l'ethnie Bakongo : Bambata, Bantandu, Bateke, Bahumbu, Basundi, Bampangu, Bandibu et Balemfu.